# Лора Найт
Вижте пояснителната страница за други личности с името Лора.
Лора Найт (на английски: Laura Knight) е британска художничка, известна с картините си от живота на театралните, балетните и цирковите артисти. Тя става първата художничка, обявена за Дама на Британската империя.

## Галерия
- Land Army Girl (1939)
- Physical Training at Witley Camp
- Corporal J. D. M. Pearson, GC, WAAF (1940)
- A Balloon Site, Coventry (1943)
- Ruby Loftus Screwing a Breech Ring (1943)
- Take Off (1943)
- The Nuremberg Trial, 1946 (1946)
- David Maxwell Fyfe, Nuremberg, 1946 (1946)

## Публикации
- 1921: Twenty-one Drawings of the Russian Ballet
- 1923: Laura Knight: A Book of Drawings, with an introduction by Charles Marriott
- 1936: Oil Paint and Grease Paint
- 1962: A Proper Circus Omie
- 1965: The Magic of a Line